# Верхні Юрі
Верхні Юрі́ (рос. Верхние Юри) — присілок в Можгинському районі Удмуртії, Росія.
До присілка було приєднано сусідній присілок Гордшур.
Урбаноніми:
- вулиці — Зарічна, Індиківська, Леніна, Польова, С.Сергеєва, Саші Лаврова, Соснова, Ювілейна
- провулки — Жовтневий, Шкільний

## Населення
Населення — 535 осіб (2010; 592 в 2002).
Національний склад станом на 2002 рік:
- удмурти — 91 %